# K77-11

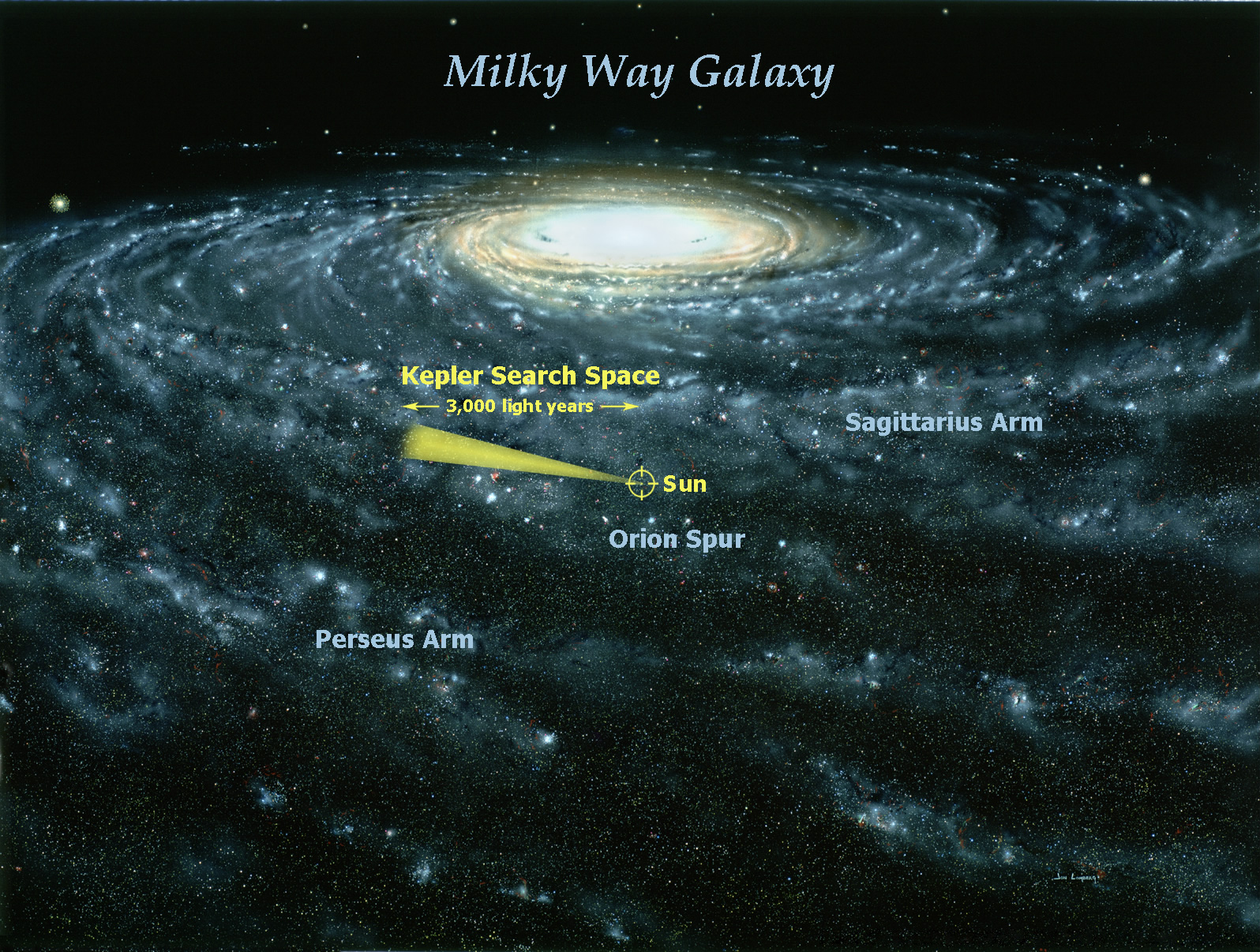
مجال بحث مسبار كيبلر

K77-11 هو كوكب خارج المجموعة الشمسية شبيه بالأرض، يقع ضمن كوكبة الدجاجة، ويبلغ حجمه 1.3 نصف قطر أرضي ويستقبل مستويات مشابهة من الأشعة من نجمه كما تستقبل الأرض من الشمس.
اكتُشفَ في 2017 بواسطة مسبار كيبلر.